# Glossotrophia benigna
Glossotrophia benigna är en fjärilsart som beskrevs av Brandt 1941. Glossotrophia benigna ingår i släktet Glossotrophia och familjen mätare. Inga underarter finns listade i Catalogue of Life.